# Ukrainska mynt

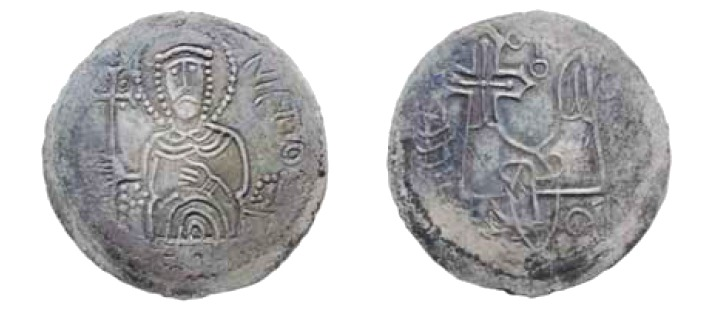
Svjatopolks sribrjanyk

Ukrainska mynt har präglats sedan Kievrikets tid, för första gången cirka år 900-1000. Det handlade då om penningar i ett system där hryvnja var den högsta enheten. I praktiken fungerade mynten främst som värdeenheter utifrån sin silvervikt.
Ukrainska mynt här åter böljat präglas efter Ukrainas självständighet 1991 och då åter med hryvnja var som högsta enheten.

## Mynthistoria
Under Kievrikets tid, präglades första ukrainska mynt av fursten Svjatoslav, som då kallades Svjatoslavs   sribnyki.
När stora delar av det som i dag utgör Ukraina var en del av Storfurstendömet Litauen, vid slutet av 1300-talet, präglades ukrainska mynt av Kiev-fursten Vladimir, son till Algirdas. Antagligen påbörjades myntningsprocessen i Kiev på 1370-talet. Vladimirs mynt bär på åtsidan den cirkulära inskriptionen ВОЛОДИМIР (transkr. Volodymir) eller en imitation av en inskription. Frånsidan visar bilden av ett kapell, tecknet för furstevärdighet. På åtsidan finns också vissa symboler placerade i centrum: ett flätat mönster, bokstaven K (som i Kiev). Det flätade mönstret på Vladimirs mynt anger inte något beroende av tatarerna, utan är en rent ornamental figur. Efter Vladimirs avsättning år 1394 fortsatte myntningen i Kiev under hans bror och efterträdare Skirgaila.
Vid mitten av 1380-talet myntade, i västukrainska Podolien, Konstantijn Korjatovitj halvgroschen (i förhållande till pragergroschen). Ett mynt av denartyp med vikten 0,32g, och det attribueras till Chvedar Korjatovitj (1393) myntning.

## Myntningstekniken
Myntämnena tillverkades av uppklippta och uthamrade bitar av silvertråd. Denna metod hade man tagit över från tatarerna.